# Fonsorbes
Fonsorbes là một xã thuộc tỉnh Haute-Garonne trong vùng Occitanie ở tây nam nước Pháp. Xã nằm ở khu vực có độ cao từ 169-213 mét trên mực nước biển.
Diện tích xã là 19,03 km2.